# Noretsjön
Noretsjön är en sjö i Åsele kommun i Lappland och ingår i Ångermanälvens huvudavrinningsområde. Sjön har en area på 1,23 kvadratkilometer och ligger 297,8 meter över havet. Sjön avvattnas av vattendraget Noreån.

## Delavrinningsområde
Noretsjön ingår i det delavrinningsområde (711125-157358) som SMHI kallar för Utloppet av Noretsjön. Medelhöjden är 298 meter över havet och ytan är 1,23 kvadratkilometer. Räknas de 39 avrinningsområdena uppströms in blir den ackumulerade arean 258,83 kvadratkilometer. Noreån som avvattnar avrinningsområdet har biflödesordning 2, vilket innebär att vattnet flödar genom totalt 2 vattendrag innan det når havet efter 185 kilometer.  Avrinningsområdet har 1,14 kvadratkilometer vattenytor vilket ger det en sjöprocent på 92,6 procent.